# Stevie Wonder: The Definitive Collection
Stevie Wonder: The Definitive Collection è una raccolta dei più grandi successi di Stevie Wonder, pubblicata dalla Motown nel 2002.
L'album è stato certificato con 5 dischi di platino in UK.

## Tracce

### Edizione statunitense
1. Fingertips, Part 2 – 3:10
2. Uptight (Everything's Alright) – 2:52
3. Hey Love – 2:43
4. I Was Made to Love Her – 2:35
5. For Once in My Life – 2:48
6. My Cherie Amour – 2:52
7. Signed, Sealed, Delivered (I'm Yours) – 2:39
8. You Are the Sunshine of My Life – 2:50
9. Superstition – 4:05
10. Higher Ground – 3:11
11. Living For The City – 7:23
12. You Haven't Done Nothin' – 3:24
13. Boogie on Reggae Woman – 4:11
14. I Wish – 4:09
15. Sir Duke – 3:53
16. Master Blaster (Jammin') – 4:51
17. That Girl – 5:09
18. Do I Do – 5:01
19. I Just Called to Say I Love You – 4:22
20. Overjoyed – 3:43
21. Part-Time Lover – 3:42

### Edizione inglese

#### Disco 1
1. Superstition – 4:28
2. Sir Duke – 3:54
3. I Wish – 4:14
4. Master Blaster (Jammin') – 5:09
5. Isn't She Lovely – 3:21
6. I Just Called to Say I Love You – 4:23
7. Ebony and Ivory (a duet with Paul McCartney) – 3:42
8. True To Your Heart (a duet with 98 Degrees) - 4:15
9. As – 3:29
10. Never Had a Dream Come True – 3:13
11. I Was Made to Love Her – 2:37
12. Heaven Help Us All – 3:13
13. Overjoyed – 3:44
14. Lately – 4:07
15. For Your Love – 5:02
16. If You Really Love Me – 2:59
17. Higher Ground – 3:44
18. Do I Do – 5:05
19. Living for the City – 3:41
20. Part-Time Lover – 4:14

#### Disco 2
1. For Once in My Life – 2:48
2. Uptight (Everything's Alright) – 2:53
3. We Can Work It Out – 3:15
4. Signed, Sealed, Delivered I'm Yours – 2:38
5. Yester-Me, Yester-You, Yesterday – 3:04
6. I'm Wondering – 2:54
7. My Cherie Amour – 2:52
8. You Are the Sunshine of My Life – 2:58
9. That's What Friends Are For (a duet with Dionne Warwick, Elton John and Gladys Knight) - 2:47
10. I Don't Know Why (I Love You) – 2:47
11. A Place in the Sun – 2:49
12. Blowin' in the Wind – 3:04
13. Send One Your Love – 4:02
14. Pastime Paradise – 3:28
15. I Ain't Gonna Stand for It – 4:39
16. Fingertips, Pts. 1 & 2 – 6:55
17. Boogie on Reggae Woman – 5:13
18. You Haven't Done Nothin' – 3:23
19. He's Misstra Know It All – 5:34
20. Happy Birthday – 5:54